# بوهوسلاویتسه (ناحیه ناخود)
بوهوسلاویتسه (به چکی: Bohuslavice) یک منطقهٔ مسکونی در جمهوری چک است که در ناحیه ناخود واقع شده‌است. بوهوسلاویتسه ۱۴٫۱۲ کیلومتر مربع مساحت و ۹۹۸ نفر جمعیت دارد و ۲۸۴ متر بالاتر از سطح دریا واقع شده‌است.